# CD Guijuelo
CD Guijuelo is een Spaanse voetbalclub. Thuisstadion is het Municipal in Guijuelo in de provincie Salamanca in de autonome regio Castilië en León.

## Historie
CD Guijuelo speelt pas sinds 2002 in het Spaanse professionele voetbal en eindigt in haar eerste seizoen als 4e in de competitie. Het jaar daarop is de club nog succesvoller als het via een 3e plaats en de play-offs doorstoot naar de Segunda División B. Het optreden duurt hier een jaar waarin het slechts 6 punten behaalt. In 2005/06 promoveert de club wederom via de play-offs en eindigt het in het daaropvolgende jaar op een veilige 12e plaats, de hoogste eindpositie ooit. In totaal heeft de club 3 seizoenen gespeeld in de Tercera División en is het seizoen 2008/09 het vierde seizoen van de club in de Segunda División B.
Tijdens het overgangsseizoen 2020/21 waren de resultaten niet zo goed en zo verdween de ploeg uit het derde niveau van het Spaanse voetbal en viel terug op het vijfde niveau, de Tercera División RFEF.  Tijdens het daaropvolgende seizoen 2021/22 werd de ploeg kampioen en steeg zo naar de Segunda División RFEF.